# Avenida Manuel Villarán
La avenida Manuel Villarán, conocida simplemente como avenida Villarán, es una avenida de la ciudad de Lima, capital del Perú. Se extiende de oeste a este, en los distritos de Miraflores y Surquillo, a lo largo de 13 cuadras. Su trazo es continuado al este por la avenida Pedro Venturo, en el distrito de Santiago de Surco.

## Recorrido
Se inicia en la avenida Ernesto Montagne en el distrito de Miraflores. Esta atraviesa las avenidas José Ramírez Gastón y Tomás Marsano, donde es el límite con el distrito de Surquillo. Eventualmente, atraviesa la avenida Principal, la calle El Sauce, laavenida Aviación y termina en el cruce con la avenida Intihuatana, en el límite de los distritos de Surquillo y Santiago de Surco. Posteriormente, su trazo es continuado por la avenida Pedro Venturo hasta el cruce con la avenida Higuereta.
En el tramo del distrito de Surquillo desde la avenida Tomás Marsano hasta la avenida Aviación, la vía cuenta con una ciclovía inaugurada a inicios de 2023, ubicada en la berma central y rodeada de áreas verdes, la cual tiene interconexión con la ciclovía de la avenida Principal. En la actualidad, el tramo de esta ciclovía solo se extiende desde Aviación hasta Tomás Marsano, habiendo una propuesta por parte de la Municipalidad de Miraflores de un proyecto de ampliación de la ciclovía hasta Ernesto Montagne en Miraflores, conectando así ambos distritos. Asimismo, está en proyecto interconectarla por la avenida Pedro Venturo hasta Higuereta, en el distrito de Santiago de Surco.
Cabe mencionar, que esta avenida se caracteriza por tener una larga zona comercial que se extiende por todo el tramo de Surquillo, desde el cruce con Tomás Marsano hasta Intihuatana, encontrándose el Mercado "Señor de los Milagros", muchas tiendas y negocios de todo tipo (restaurantes, veterinarias, accesorios para fiestas, farmacias, panaderías, entre otros). Además, se ubican algunos bloques de edificios residenciales cerca de la avenida Principal. Mientras que, en el tramo del distrito de Miraflores, esta tiene un aspecto más residencial, habiendo en la actualidad muchos edificios residenciales a lo largo de su recorrido.